# واسپاری (مجموعه تلویزیونی)
واسپاری (انگلیسی: Trust) یک درام حقوقی تلویزیونی بریتانیایی است که در سال ۲۰۰۳ از شبکهٔ بی‌بی‌سی وان پخش شد.

## بازیگران
- رابسون گرین
- سارا پریش
- نیل استوک
- چیویتل اجیوفور
- اوا برتیستل
- ایان مک‌شین
- رزی دی
- فیلیپ جکسون